# Lithophane ancilla
Lithophane ancilla là một loài bướm đêm trong họ Noctuidae.